# Code of Federal Regulations
Der Code of Federal Regulations (CFR; deutsch Sammlung der Bundesverordnungen) stellt neben dem United States Code eine weitere bedeutende Quelle für das Bundesrecht der Vereinigten Staaten dar.
Während der United States Code gewöhnlich nur Gesetze enthält, die vom Kongress der Vereinigten Staaten im normalen Gesetzgebungsverfahren beschlossen wurden, umfasst der Code of Federal Regulations die von den Bundesbehörden erlassenen Verwaltungsverordnungen. Diese werden chronologisch im Federal Register veröffentlicht und einmal im Jahr im Code of Federal Regulations zusammengefasst.
Der CFR gliedert sich in folgende Titel auf:
1: General Provisions
2: Grants and Agreements
3: The President
4: Accounts
5: Administrative Personnel
6: Domestic Security
7: Agriculture
8: Aliens and Nationality
9: Animals and Animal Products
10: Energy
11: Federal Elections
12: Banks and Banking
13: Business Credit and Assistance
14: Aeronautics and Space (auch Federal Aviation Regulations)
15: Commerce and Foreign Trade
16: Commercial Practices
17: Commodity and Securities Exchanges
18: Conservation of Power and Water Resources
19: Customs Duties
20: Employees' Benefits
21: Food and Drugs
22: Foreign Relations
23: Highways
24: Housing and Urban Development
25: Indians
26: Internal Revenue (auch Treasury Regulations)
27: Alcohol, Tobacco Products and Firearms
28: Judicial Administration
29: Labor
30: Mineral Resources
31: Money and Finance: Treasury
32: National Defense
33: Navigation and Navigable Waters
34: Education
35: Reserved (ehemals Panama Canal)
36: Parks, Forests, and Public Property
37: Patents, Trademarks, and Copyrights
38: Pensions, Bonuses, and Veterans' Relief
39: Postal Service
40: Protection of Environment
41: Public Contracts and Property Management
42: Public Health
43: Public Lands: Interior
44: Emergency Management and Assistance
45: Public Welfare
46: Shipping
47: Telecommunication
48: Federal Acquisition Regulations System
49: Transportation
50: Wildlife and Fisheries